# Pietro Zampetti
Pietro Zampetti (Ancona, 2 febbraio 1913 – Treviso, 26 gennaio 2011) è stato uno storico dell'arte e critico d'arte italiano.

## Biografia e carriera
Pietro Zampetti nacque ad Ancona il 2 febbraio del 1913. Fu introdotto agli studi artistici grazie alla frequentazione dei suoi genitori con l'archeologo Giuseppe Moretti, soprintendente alle Antichità delle Marche, e agli insegnamenti di Bruno Molajoli, suo professore al Liceo. Si iscrisse all'Università di Roma dove seguì i corsi di Pietro Toesca e con questi si laureò nel 1938 discutendo la tesi Le origini dell'Architettura Gotica ed i suoi rapporti con quella Romanica in alcuni monumenti di Ancona e dintorni.
Nel 1940 vinse il concorso e venne assunto come ispettore presso la Soprintendenza di Trento con sede al Castello del Buonconsiglio. La guerra stava già provocando la chiusura dei musei ed era urgente ricoverare le opere d'arte in rifugi preordinati. In quel periodo curò la relazione con l'elenco delle campane antiche del Trentino salvate dalla fusione per ottenerne materiale bellico.
Nel gennaio del 1942 Zampetti venne richiamato alle armi e, dopo l'8 settembre del '43, quando rientrò a Trento, era scomparsa ogni forma di autorità italiana e il ruolo di supervisione della Soprintendenza dipendeva direttamente dalla Germania. Riprese l'opera di salvaguardia dai pericoli dei bombardamenti del patrimonio storico-artistico ricoverandolo presso la località di Còredo. Nella primavera del 1944, per non essere arruolato nell'esercito tedesco, fuggì da Trento.
Successivamente venne assegnato a dirigere la Soprintendenza di Modena, dove continuò la sua attività di protezione di quanto salvato dal conflitto ricoverandolo, in parte, nel sotterraneo del Castello di Guiglia, punto di raccolta di opere d'arte allontanate dalla città di Reggio Emilia, dalla Galleria Estense, dalla Galleria Sabauda di Torino e da altri musei.

Alla fine della guerra rientrò a Trento e si attivò per il recupero dei beni che egli stesso aveva allontanato e distribuito nei rifugi in Val di Non e provvedendo alla riapertura del Castello del Buonconsiglio. Approfondì lo studio dei pittori locali con particolare riguardo a Marcello Fogolino.
Nel 1946 Zampetti venne trasferito a Genova presso la Soprintendenza alle Gallerie come vice soprintendente. A Genova era necessario intervenire con il restauro di affreschi nelle chiese e palazzi colpiti dai bombardamenti. Recuperò, facendoli strappare, due affreschi di Domenico Piova dalla chiesa di Santa Maria di Passione, scoperchiata dalle bombe. Collaborò con il soprintendente Antonio Morassi all'organizzazione di due importanti mostre: la prima nel 1947 dedicata alla pittura genovese del '600 e '700, l'altra nel 1949 sul Magnasco.
Nel 1949 venne nominato soprintendente alla Galleria nazionale delle Marche ad Urbino. Nella città marchigiana provvide al restauro degli affreschi dei Salimbeni nell'Oratorio di San Giovanni con la pubblicazione del volume Gli affreschi di Lorenzo e Jacopo Salimbeni nell'Oratorio di S. Giovanni con contributi, su quegli affreschi, fondamentali per il Gotico Cortese. Nel 1951, presidente dell'Istituto d'arte “Scuola del libro”, istituì la nuova sezione del Disegno animato.
Ad Ancona nel 1950 organizzò la mostra La pittura veneta nelle Marche, che approfondì i legami non solo tra Ancona e Venezia ma con l'intero litorale adriatico compreso quello orientale, da Zara a Ragusa; la mostra presentò per la prima volta quella che poi Zampetti chiamò "Cultura Adriatica" L'evento richiamò nel capoluogo studiosi quali Bernard Berenson, Roberto Longhi, Rodolfo Pallucchini.. Molti dei dipinti esposti appartenevano alla Pinacoteca civica di Ancona, che era stata chiusa sin dall'inizio della Seconda guerra mondiale e la cui sede era stata distrutta dai bombardamenti. La mostra fu anche l'occasione per promuovere la riapertura della pinacoteca anconetana, cosa che avvenne effettivamente nel 1958, in gran parte grazie all'opera di Zampetti.
Nel 1953 assunse la Direzione delle Belle Arti del Comune di Venezia e organizzò la mostra Lorenzo Lotto, artista fino ad allora considerato minore che l'evento fece conoscere al grande pubblico. Seguì una serie di manifestazioni: nel '54 la mostra di Arte cinese, in occasione dei settecento anni della nascita di Marco Polo, nel '55 Giorgione e i giorgioneschi, nel '57 Jacopo Bassano, nel '59 La pittura del Seicento a Venezia, nel '61 Crivelli e i crivelleschi, nel '63 Vittore Carpaccio. Due anni dopo, I Guardi, mostra che aprì una problematica: l'attribuzione di Zampetti a Gian Antonio di Le Storie dell'Angelo Raffaele, sino ad allora accreditate a Francesco, innescò accese discussioni; un Convegno di studi con la partecipazione di illustri studiosi internazionali confermerà le diverse identità dei due fratelli. Nel 1967 I vedutisti veneziani del Settecento e nel 1969 la mostra Dal Ricci al Tiepolo. 
Nel 1959 ricevette l'incarico dell'insegnamento della Storia dell'arte a Ca' Foscari, nuova cattedra di tale disciplina nell'Università veneziana. 
Nel 1960 promosse la mostra Sette pittori d'oggi nelle sale dell'Ala Napoleonica con Saverio Barbaro, Renato Borsato, Giuseppe Gambino, Alberto Gianquinto, Riccardo Licata, Cesco Magnolato e Dario Paolucci. 
Nel 1969 pubblicò - dopo il ritrovamento del 1958 del manoscritto - il Libro di spese diverse (1538-1556) di Lorenzo Lotto. 
Nel 1970 rassegnò le dimissioni, in contrasto con le direttive dell'allora Giunta Comunale.
Venne eletto Presidente dell'Ateneo Veneto per il quadriennio 1971-1974. Durante la presidenza scrisse il Catalogo guida alle opere d'arte della Scuola di San Fantin. 
Componente del Comitato Consultivo Internazionale UNESCO per la salvaguardia di Venezia (1971-1978), diventò "defensor" (come lo definì Paolo Rizzi) della città e lottò per la sua tutela. Nel 1979 appoggiò il referendum per dividere Venezia da Mestre e Marghera. 
Nel 1977 fece parte della commissione che organizzò la Biennale del "Dissenso" che aveva lo scopo di dare visibilità ad artisti d'oltre cortina che non avevano, nei loro paesi, libertà d'espressione.
Nel decennio tra il 1970 e il 1980 Zampetti si spostò tra Venezia e Urbino richiamato da Carlo Bo, rettore dell'Università urbinate, per affidargli la cattedra di Storia dell'arte. Diresse l'Istituto di Storia dell'arte - con sede a Palazzo Albani - e istituì la Scuola di perfezionamento e specializzazione in Storia dell'arte. Nel 1972 fondò la rivista dell'Istituto "Notizie da Palazzo Albani", specializzata d'Arte. 
Nel 1980 ad Urbino organizzò la mostra Arte e immagine tra Ottocento e Novecento.
Nel 1982 con Giorgio Zampa e Federico Zeri istituì il Centro Studi Jacopo e Lorenzo Salimbeni a cui è legato il Premio Salimbeni per la storia e la critica d'arte di San Severino Marche. 
Negli anni 1981-1983 fu presidente dell'Istituto Marchigiano di Scienze Lettere ed Arti.
Nel 1985, incaricato dalla Regione Marche per avviare e dirigere il Centro Beni Culturali, operò il censimento del patrimonio della regione con la Guida ai Musei delle Marche. In quegli anni partecipò ad un'accesa contesa relativa alla collocazione dei Bronzi Dorati di Cartoceto, rinvenuti nel 1946 nel territorio comunale di Pergola. Si tratta di un reperto di eccezionale valore, in quanto è l'unico gruppo scultoreo in bronzo dorato rimastoci dell'epoca romana. Il gruppo scultoreo, dopo un primo restauro, dal 1958 venne esposto al Museo Archeologico Nazionale delle Marche. Nel 1988, in seguito ad un nuovo restauro furono dati in prestito per una mostra a Pergola ma, alla scadenza del prestito, le statue non furono riconsegnate. Iniziò, così, una lunga e dura contesa tra la Soprintendenza per i Beni Archeologici delle Marche, che Zampetti sosteneva, e il Comune di Pergola.
Tra il 1988 e il 1991 scrisse l'opera (in 4 volumi) Pittura nelle Marche con la quale presentò la prima opera dedicata interamente alla pittura marchigiana, mettendo anche in luce artisti sino ad allora rimasti nell'ombra; nel primo volume identificò la corrente artistica quattrocentesca da lui stesso denominata Rinascimento adriatico, in cui le novità rinascimentali si fondono con un apparato decorativo gotico.
Nel 1992, assessore alla Cultura del Comune di Ancona, organizzò la mostra al Palazzo degli Anziani Via Saffi dov'era com'era (1993). Inoltre, collaborò all'organizzazione di due mostre allestite al Lazzaretto: nel 1994 Dalla Traccia al Segno e nel 1997 Antonio Francesco Peruzzini, che recuperò l'identità artistica di grande paesaggista del pittore anconetano. 
Nel 2000 gli fu assegnato il Premio Rotondi ai salvatori dell'arte per la sua opera di tutela e valorizzazione del patrimonio artistico.
Pietro Zampetti si spense a Treviso il 26 gennaio 2011.

## Onorificenze
- Cavaliere della Stella Polare conferitagli da Re Gustavo Adolfo di Svezia, in occasione dell'esposizione a Stoccolma della mostra Arte Veneta, 1962.
- Medaglia d'Oro della Presidenza della Repubblica, quale "Benemerito della Cultura e dell'Arte", 1967.[28]

## Opere
- Orme gotiche in Ancona, in «La Tribuna», Roma, 25 luglio, 1938.
- Il portale del Duomo di Ancona, S.I.T.A., Ancona, 1940.
- La chiesa abbaziale di Sant'Elena, S.I.T.A., Ancona, 1940.
- Mostra della pittura trentina dell'800 e 900, (Catalogo, Trento, 27 agosto-31 ottobre), 1946.
- Con la Galleria Estense nell'ultimo anno di guerra, Ancona, 1947.
- Un artista dalmata del Quattrocento ad Ancona: Giorgio da Sebenico, in «Le Vie d'Italia», I, 1948.
- La Mostra del Magnasco a Genova, in «Emporium», a. LV, n. 652, aprile, 1949.
- Precisazione sull'attività trentina di Marcello Fogolino, in «Bollettino d'Arte», III, luglio-settembre, 1949.
- La pittura veneta nelle Marche, (Catalogo della Mostra, Ancona, 5 agosto-30 settembre), 1950.
- Il Palazzo Ducale di Urbino e della Galleria Nazionale delle Marche, Poligrafico, Roma, 1951; II ed. italiana, francese e tedesca, 1956; III ed. tedesca, 1971.
- Arte in Liguria e Arte nelle Marche, Voci in «Enciclopedia Cattolica», vol. VII e VIII, Sansoni, Città del Vaticano, 1951-1952.
- Campane antiche nel Trentino: Tentativo di un catalogo, ed. «Cultura Atesina», II-IV, Bolzano, 1952.
- Carlo Crivelli nelle Marche, Istituto del Libro, Urbino, 1952.
- Antichi dipinti restaurati, Catalogo e presentazione della Mostra, Istituto del Libro, Urbino, 1953.
- Lorenzo Lotto nelle Marche, Istituto del Libro, Urbino, 1953.
- Lorenzo Lotto, (Catalogo della Mostra, Venezia, 14 giugno-18 ottobre), Alfieri, Venezia, I e II ed., 1953.
- Giorgione e i Giorgioneschi, (Catalogo della Mostra, Venezia, 11 giugno-23 ottobre), Alfieri, Venezia I e II ed., 1955.
- Gli affreschi di Lorenzo e Jacopo Salimbeni nell'Oratorio di S. Giovanni in Urbino, Istituto del Libro, Urbino, 1956.
- 50 Anni di pittura veneziana, ed. Ufficio Centrale Mostra d'Arte, Varsavia, 1957.
- Jacopo Bassano, (Catalogo della Mostra, Venezia, 29 giugno-27 ottobre), Alfieri, Venezia, I e II ed., 1957.
- Il Santuario di Macereto ed altri edifizi a pianta centrale del sec. XVI, Istituto del Libro, Urbino, 1957.
- Jacopo Bassano, La Libreria dello Stato, Roma, 1958.
- La Pittura del Seicento a Venezia, con la coll. di Mariacher, Pignatti e Pilo, (Catalogo della Mostra, Venezia, 27 giugno-25 ottobre), Alfieri, Venezia, I e II ed., 1959.
- Sette pittori d'oggi, Introduzione (Catalogo della Mostra, Venezia, giugno-luglio), 1960.
- Pittura italiana del Seicento, Istituto di Arti Grafiche, Bergamo, 1960.
- Agabiti Pier Paolo, Andrea da Jesi, Antonio da Negroponte, Voci in «Dizionario Biografico degli Italiani», vol. I, Istituto della Enciclopedia Italiana Treccani, Roma, 1960-1961.
- Carlo Crivelli e i Crivelleschì, (Catalogo della Mostra, Venezia, 10 giugno- 20 ottobre), Alfieri, Venezia, I e II ed., 1961.
- Carlo Crivelli, Martello, Milano, 1961.
- Gambino, Fantoni, Venezia, 1962.
- Saverio Barbaro, La Tipografica, Venezia, 1962.
- Vittore Carpaccio, (Catalogo della Mostra, Venezia, 15 giugno-6 ottobre), Alfieri, Venezia I e II ed., 1963.
- Bassano, Collana «I Maestri del Colore», n. 40, Fratelli Fabbri, Milano, 1964.
- Andrea Ansaldo, Jacopo di Barbari, Bartolomeo Veneto, Marco Basaiti, Jacopo da Ponte detto il Bassano, Lazzaro Bastiani, Giovanni Andrea de Ferrari, Gregorio de Ferrari, Orazio de Ferrari, Domenico Fiasella, Pier Francesco Bissolo, Paris Bordone, Giorgione, Giovanni Busi detto il Cariani, Giovanni Andrea Carlone, Giovanni Battista Carlone, Valerio Castello, Giovanni Benedetto Castiglione, Vincenzo Catena, Cima da Conegliano, Carlo Crivelli, e Lorenzo Lotto, Voci in «Kindlers Malereì-Lexikon», Monaco-Zurigo, 1964.
- Guardi, (Catalogo della Mostra, Venezia 5 giugno-10 ottobre Alfieri), Venezia, I e II ed., 1965.
- Pittura italiana del Seicento, Ist. It. Arti Grafiche, Bergamo, 1965.
- Lotto, Collana «I Maestri del Colore», n. 115 Fratelli Fabbri, Milano, 1965.
- Gian Antonio e Francesco Guardi, Alfieri, Venezia, 1965.
- I Quattro Veneziani dell'età d'oro, Ricordi, Milano, 1966.
- Carpaccio, Alfieri, Venezia, 1966.
- Note sparse sul '600, Fantoni, Venezia, 1967.
- I vedutisti veneziani del '700, (Catalogo della Mostra, Venezia 10 giugno-15 ottobre), Alfieri, I e II ed., 1967.
- Il Canaletto, Ricordi, Milano, 1967.
- L'opera completa di Giorgione, Rizzoli, Milano, 1968.
- Canaletto, in «Bollettino del Ministero delle Poste e Telecomunicazioni» (in occasione dell'emissione del francobollo commemorativo) 30 Settembre, 1968.
- A Dictionary of Venetian Painters, I 14th-15th Century, II 16th Century, III 17th Century, IV 18th Century, V 19th and 20th Century, ed. Lewis, Leigh-on-Sea, 1969-1979.
- Libro di spese diverse (1538-1556) di L. Lotto con aggiunta di lettere e d'altri documenti, Istituto per la collaborazione culturale, Venezia-Roma, 1969.
- Dal Ricci al Tiepolo, (Catalogo della Mostra, Venezia, 7 giugno-15 ottobre), Alfieri, Venezia, I e II ed., 1969.
- La pittura marchigiana del '400, Electa, Milano, 1969.
- Giovanni Boccati, Electa, Milano, 1971.
- L'Ateneo Veneto, catalogo guida alle opere d'arte della Scuola di San Fantin, Ateneo Veneto, Venezia, 1973.
- «I pittori Bergamaschi - Il Cinquecento», vol. I Introduzione, Andrea Previtali - la vita - la critica, Lorenzo Lotto a Bergamo - la vita - la critica, vol. II Presentazione, vol. III Presentazione e Jacopo Negretti detto Palma il Giovane (in collaborazione con Nicola Ivanoff), vol. IV Presentazione, Bolis, Bergamo, 1975-1980.
- Itinerari per le Marche, Guide de «L'Espresso», Roma, 1980.
- Lorenzo Lotto nelle Marche. Il suo tempo, il suo influsso, (Catalogo della Mostra, Ancona, 4 luglio-11 ottobre), 1981.
- A che punto siamo con Lorenzo Lotto?, Prolusione, in «Lorenzo Lotto», Atti del Convegno, Asolo, 18-21 settembre 1980, 1981.
- L. Lotto, in «Il Genio di Venezìa», Catalogo della Mostra, Londra, Royal Accademy of Arts, 1983.
- Lorenzo Lotto, Capitol, Bologna, 1983.
- Carlo Crivelli, in "Dizionario Biografico degli Italiani", XXXI, pp. 113–121, 1985.
- Guida ai Musei delle Marche, Electa, Milano, 1985.
- Carlo Crivelli, Nardini, Firenze, 1986.
- Antonio Zanchi, in «I pittori Bergamaschi - Il Seicento», pp. 391–707, Bolis, Bergamo, 1988.
- La pittura nelle Marche. vol. I Dalle origini al primo Rinascimento, vol. II Dal Rinascimento alla Controriforma, vol. III Dalla Controriforma al Barocco, vol. IV Dal Barocco all'età moderna, Nardini, Firenze, 1988-1991
- Carlo Magini, Bergamo, 1990.
- La pittura, in "Ankon. Una civiltà tra oriente ed Europa", Adriatica editrice, Ancona, 1992.
- Camerino e Crivelli, Nardini, Firenze, 1992.
- Via Saffi e il mare: le mie ricordanze (pp. 11–14) e Il mito di Ancona: Bellini, Carpaccio, Vittore Belliniano (pp. 55–69), in "Via Saffi dov'era, com'era", (Catalogo alla mostra, Ancona, 29 maggio-4 luglio), Comune di Ancona, 1993.
- Scritti per Venezia (1960-1988), Studio Eidos, Venezia, 1993.
- Scultura nelle Marche, Nardini, Firenze, 1994.
- Marche: architettura e ambiente, Introduzione, in "Architettura nelle Marche" di F. Mariano, Nardini, Firenze, 1995.
- Crivelli, in "Art dossier", n. monografico 107, 1995.
- Bentornato, Antonio Francesco!, in "Antonio Francesco Peruzzini", (Catalogo della mostra, Ancona, Lazzaretto, 28 luglio-9 novembre) Milano, 1997.
- Madonna col Bambino e Angeli. Un capolavoro riscoperto: il Lotto di Osimo, "Rotary Club Osimo", ottobre, 1999.
- Gli anni, i giorni, le ore. Ricordi e testimonianze di uno storico dell'arte, Motta, Milano, 2000.
- Guida alle opere d'arte della scuola di San Fantin, (ristampa aggiornata a cura di I. Chiappini di Sorio), 2003.
- Esperienze d'uno storico dell'arte durante la guerra e nel dopoguerra tra il 1940 e il 1953, Treviso, 2004.
- Saggi e note sparse, Treviso, 2009.